# Maurice Leblanc
Maurice Marie Émile Leblanc (Rouen, 11 dicembre 1864 – Perpignano, 6 novembre 1941) è stato uno scrittore francese. È conosciuto principalmente quale creatore del ladro gentiluomo Arsenio Lupin, spesso definito la controparte francese del personaggio Sherlock Holmes di Arthur Conan Doyle, dal momento che nelle sue opere racconta che Lupin sfida "Herlock Sholmes".

## Biografia
Nacque a Rouen, in Normandia, nel 1864. Dopo un breve soggiorno in Scozia tra il 1870 e il 1871, terminò gli studi preuniversitari nella natia Rouen, dopo di che abbandonò gli studi in legge e si spostò a Parigi, dove iniziò a scrivere racconti gialli. Le sue novelle, che furono largamente influenzate da scrittori quali Gustave Flaubert e Guy de Maupassant, vennero apprezzate dalla critica, ma inizialmente non ebbero grande successo commerciale. Era generalmente considerato poco più di uno scrittore di brevi storie per gli svariati periodici francesi di quell'epoca e, proprio in uno di questi, apparve per la prima volta Arsenio Lupin, nel 1905. Probabilmente influenzato dal grande successo di Sherlock Holmes, e in reazione a esso, l'intrigante ladro gentiluomo portò inaspettatamente l'autore al successo.
Nel 1907 incominciò a scrivere vere e proprie novelle incentrate su Lupin, ottenendone buoni profitti, assieme alle buone critiche, tanto da essere spinto a dedicare la sua intera carriera esclusivamente a questo personaggio. A differenza di Arthur Conan Doyle, che a volte tentò opere di maggiori ambizioni letterarie, non sembrò mai stancarsi del suo personaggio e continuò a scriverne fino agli anni trenta. Nel 1921 venne premiato con la Legion d'onore per la sua opera.
Morì a Perpignan nel 1941 e nell'ottobre del 1947 la salma fu traslata nel cimitero di Montparnasse a Parigi.

## Opere